# Region Wyschniętych Jezior Willandra
Region Wyschniętych Jezior Willandra – region obejmujący wyschnięte jeziora Willandra w stanie Nowa Południowa Walia w Australii. W 1981 roku został wpisany na listę światowego dziedzictwa UNESCO.
W pobliżu jezior znajduje się Park Narodowy Mungo.

## Fauna
W regionie wyschniętych jezior odnotowano występowanie 20 gatunków ssaków, z czego najbardziej zróżnicowaną grupą są nietoperze. Zidentyfikowano tutaj również 137 gatunków ptaków.